# Gyroliet
Het mineraal gyroliet is een hydroxy-calcium-silicaat-hydraat (hydroxy-C-S-H), met de algemene vereenvoudigde chemische formule Ca4(Si6O15)(OH)2 · 3H2O. Met substitutie van een Si door een Al gecompenseerd door een Na en twee extra water molecules, wordt het NaCa16(Si23Al)O60(OH)8·14H2O. Gyrolietkristallen zijn kleurloos, wit, bruin, geel of groen en bezitten een trikliene structuur. Ze komen meestal voor in lamellaire eenheden, die veel lijken op biotiet. Soms komen er bolvormige (mamillaire) eenheden voor.

## Naamgeving en ontdekking
De naam gyroliet is afkomstig uit het Oudgrieks: guros (γῦρος) betekent cirkel, verwijzend naar de bolvormige habitus van het mineraal. Het werd in 1851 ontdekt op The Storr, een rotsachtige heuvel nabij Trotternish op het eiland Skye (Schotland).

## Eigenschappen
Onder invloed van UV-licht, fluoresceert het gyroliet wit. Het mineraal is noch magnetisch, noch radioactief.